# Lena Torndahl
Lena Torndahl, född 1946, är en svensk översättare från engelska och norska till svenska. Torndahl har översatt verk av bland andra författarna Bill Bryson, Kate Atkinson, Susan Kay, Madeleine Wickham, Elizabeth Gilbert och Inger Bråtveit.